# Glimmende zandbij
De (grote) glimmende zandbij (Andrena polita) is een vliesvleugelig insect uit de familie Andrenidae. De wetenschappelijke naam van de soort is voor het eerst geldig gepubliceerd in 1847 door Smith.